# Datta (rei)
|  | Per a altres significats, vegeu «Datta». |

Datta (Walpiti Wasidata o Dantamana) fou rei d'Anuradhapura (Sri Lanka) del 689 al 691. El Mahavansa explica que era un príncep de sang reial i fou posat al tron a la mort d'Aggabodhi IV pel cap militar tàmil Pottha-kuttha que havia assolit el poder efectiu fent empresonar als que se li podien oposar, quan es va adonar que ell no seria acceptat com a rei al no ser de raça singalesa. El cap militar va preservar però el poder autentic.
Datta va construir un vihara que va portar el seu nom.
Va morir al cap de dos anys de regnat. Llavors Pottha-kuttha va posar al tron a Unhanagara Hattha Datha o Hununaru Riandalu (a vegades esmentat com Hattha Datha II, perquè el nom original del rei Dathopa Tissa I era també Hattha Datha que hauria estat el I).